# Dudum siquidem (Leo X.)
Dudum siquidem ist eine Päpstliche Bulle von Papst Leo X., mit der er am 20. Januar 1521 die  Ordensregeln für die in Gemeinschaft lebenden männlichen und weiblichen Terziaren neu regelte. 
Der Ursprung dieser Bulle ist auf die Ordensregeln, deren Ergänzungen und Novellierungen  von 1317, 1428, 1456 und 1483 zurückzuführen, diese Bulle sollte dem Verdacht der  ketzerischen Meinung vorbeugen. Leo X. gab mit dieser Bulle, die insgesamt 10 Kapitel umfasste, den Terziaren  eine neue und auf die  Zeitumstände angeglichene und aktualisierte  Ordensregel. Der Schwerpunkt lag auf den ersten drei Gelöbnissen nach den „Evangelischen Räten“ und fand in der  katholischen Kirche aber keine allgemeine Zustimmung. 